# Rejon Kremikowci
Rejon Kremikowci (bułg.: Район Кремиковци) – rejon w obwodzie miejskim Sofii, w Bułgarii. Populacja wynosi 23 600 mieszkańców.